# Delestjärnet (Nössemarks socken, Dalsland)
Delestjärnet är en sjö i Dals-Eds kommun i Dalsland och ingår i Göta älvs huvudavrinningsområde.